# Flores da Cunha
Flores da Cunha egy község (município) Brazíliában, Rio Grande do Sul államban, a Gaúcho-hegység (Serra Gaúcha) vidékén. 2021-ben becsült népessége 31 352 fő volt. Tengerszint feletti magasságának köszönhetően éghajlata mérsékelt övi; Brazília legjelentősebb bortermelő községe.

## Neve
Olasz alapítói a Nova Trento (Új-Trento) nevet adták neki, hogy szülőföldjükre emlékeztesse őket. 1935-ben rendelettel átnevezték Flores da Cunhára José Antônio Flores da Cunha (1880–1959) ügyvéd és politikus tiszteletére, aki többek között Rio Grande do Sul állam kormányzója is volt, és sokat tett a község felvirágoztatásáért (távíró és vasúti összeköttetés bevezetése, laboratórium alapítása).
Flores da Cunhát Terra do Galonak (kakas földje) is nevezik egy 1934 körül történt esemény miatt. Egy bűvész érkezett a településre, aki azt állította, hogy levágja egy kakas fejét, majd varázslattal újra kukorékolásra bírja. A trükk nem jött össze, a bűvész elmenekült, a polgárok pedig hoppon maradtak. Eleinte szégyellték a dolgot, de az 1960-as években felkarolták a „vidám történetet”, a helyi folklór része lett, és még szobrot is állítottak a kakasnak.

## Története
Területén kaingang indiánok laktak, majd 1876-tól olaszok kezdtek letelepedni Észak-Olaszországból. Legnagyobb hullámuk 1878–1892 között érkezett, megalapították São Pedro és São José falvakat, és felépítették Szent Péternek szentelt kápolnájukat. Az 1880-as évek végén a két falu összeolvadt, a kialakult település pedig felvette a Vila de Nova Trento nevet. 1890-ben a megalakuló Caxias község kerületévé nyilvánították Nova Trento néven. 1924-ben függetlenedett és önálló községgé alakult; ekkor három kerülete volt: Nova Trento, Nova Pádua, Otávio Rocha. 1935-ben a községet átnevezték Flores da Cunha névre. 1992-ben Nova Pádua kivált belőle és független községgé alakult.

## Leírása
Székhelye Flores da Cunha, további kerületei Otávio Rocha és Mato Perso. 710 méteres magasságban helyezkedik el, 150 kilométerre Porto Alegretől, az állam székhelyétől. Tipikusan európai kinézetű vidék, olasz kultúráját ma is őrzi, a talján (a velencei nyelv dialektusa) hivatalos nyelvnek számít a községben.
Magassága és az Egyenlítőtől való távolság miatt mérsékelt övi éghajlat jellemzi, télen hó is esik. Jelentős bortermesztése, emellett kiemelkedő a gyümölcstermesztés, bútorgyártás, turizmus. Brazília legnagyobb bortermelője, a községben mintegy 200 borászat van, 2017/18-ban százezer tonna szőlőt termesztettek és 120 millió liter bort gyártottak.

## Képek

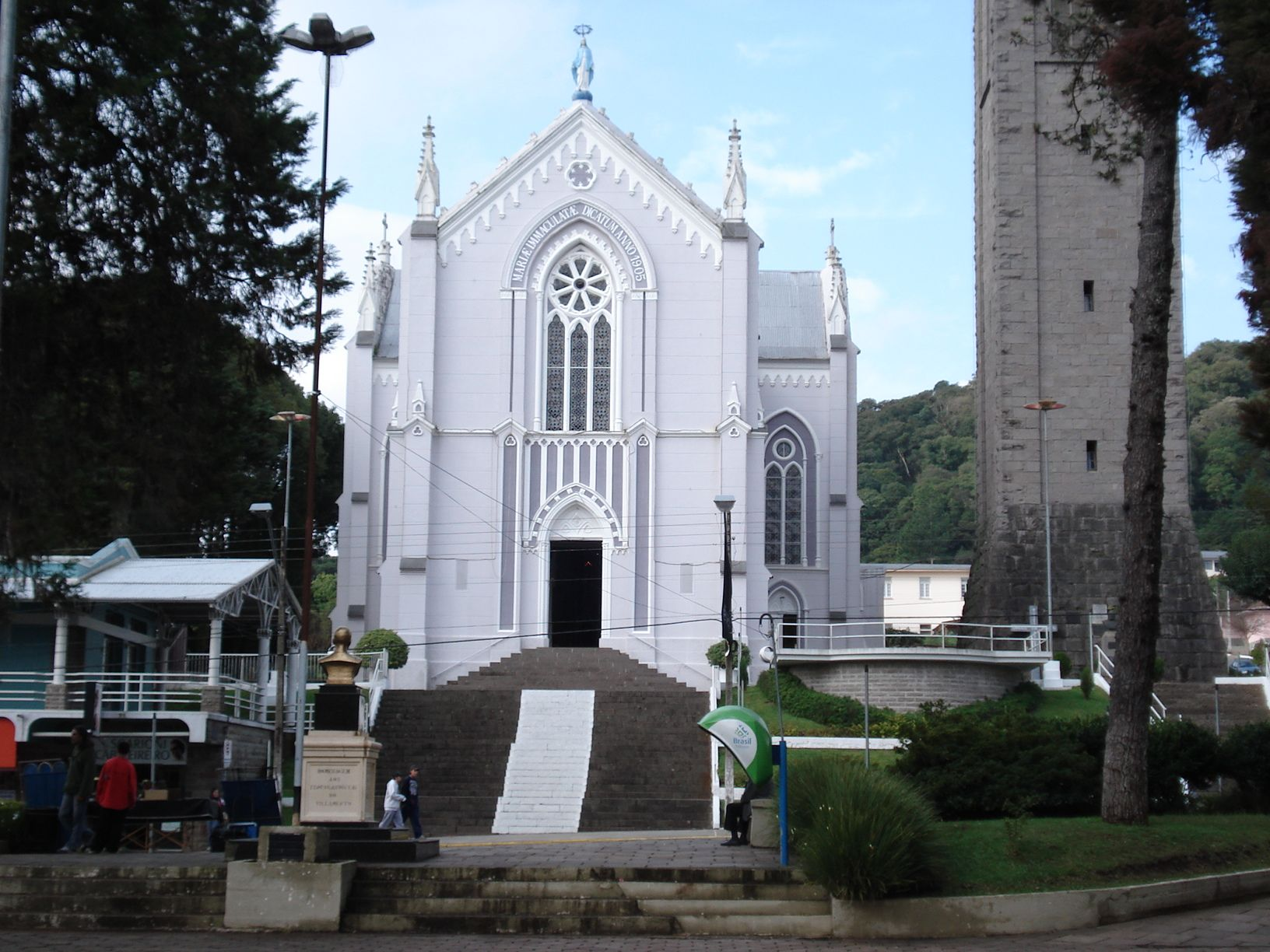
Lourdes-i Szűz Mária-templom
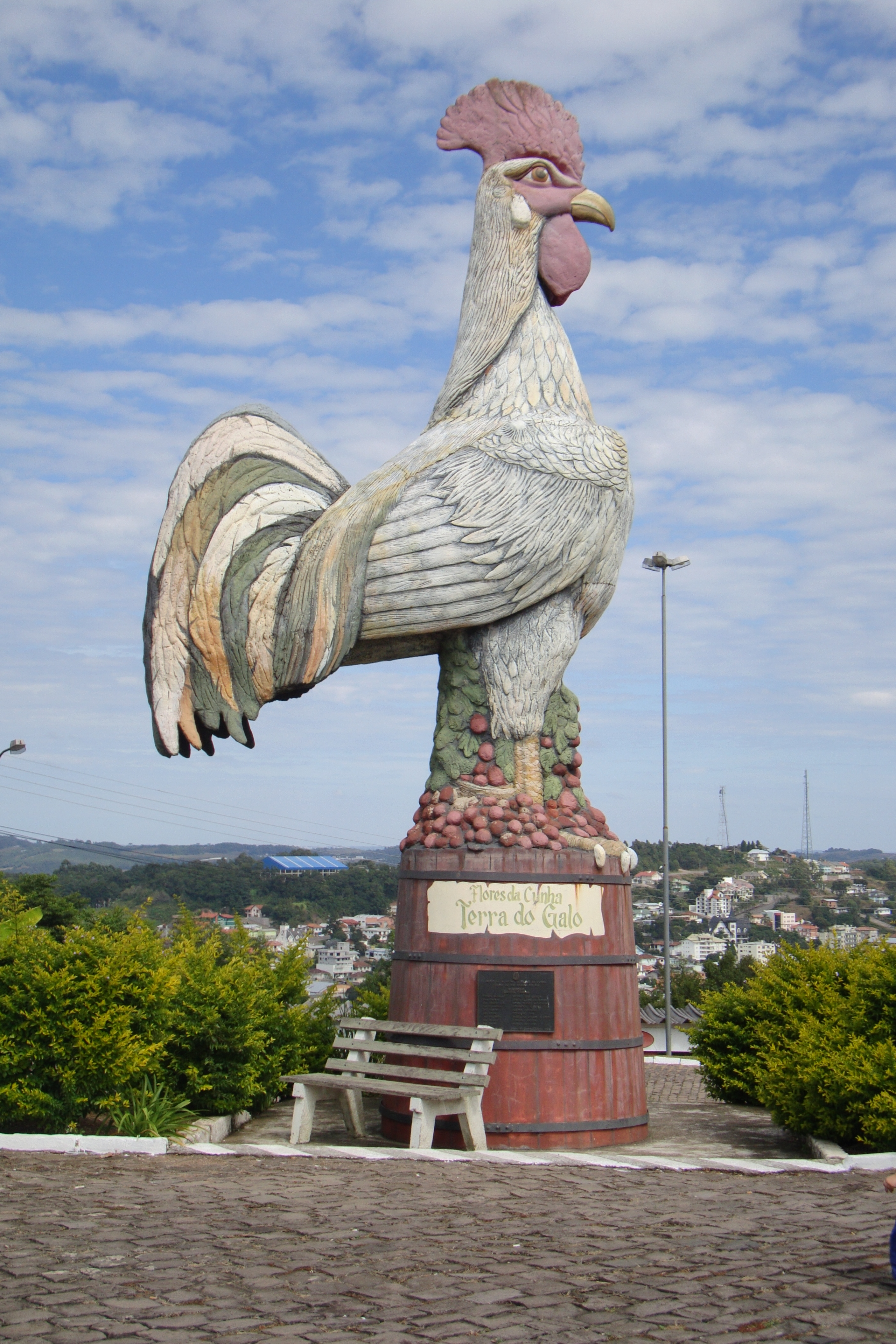
Kakas szobor
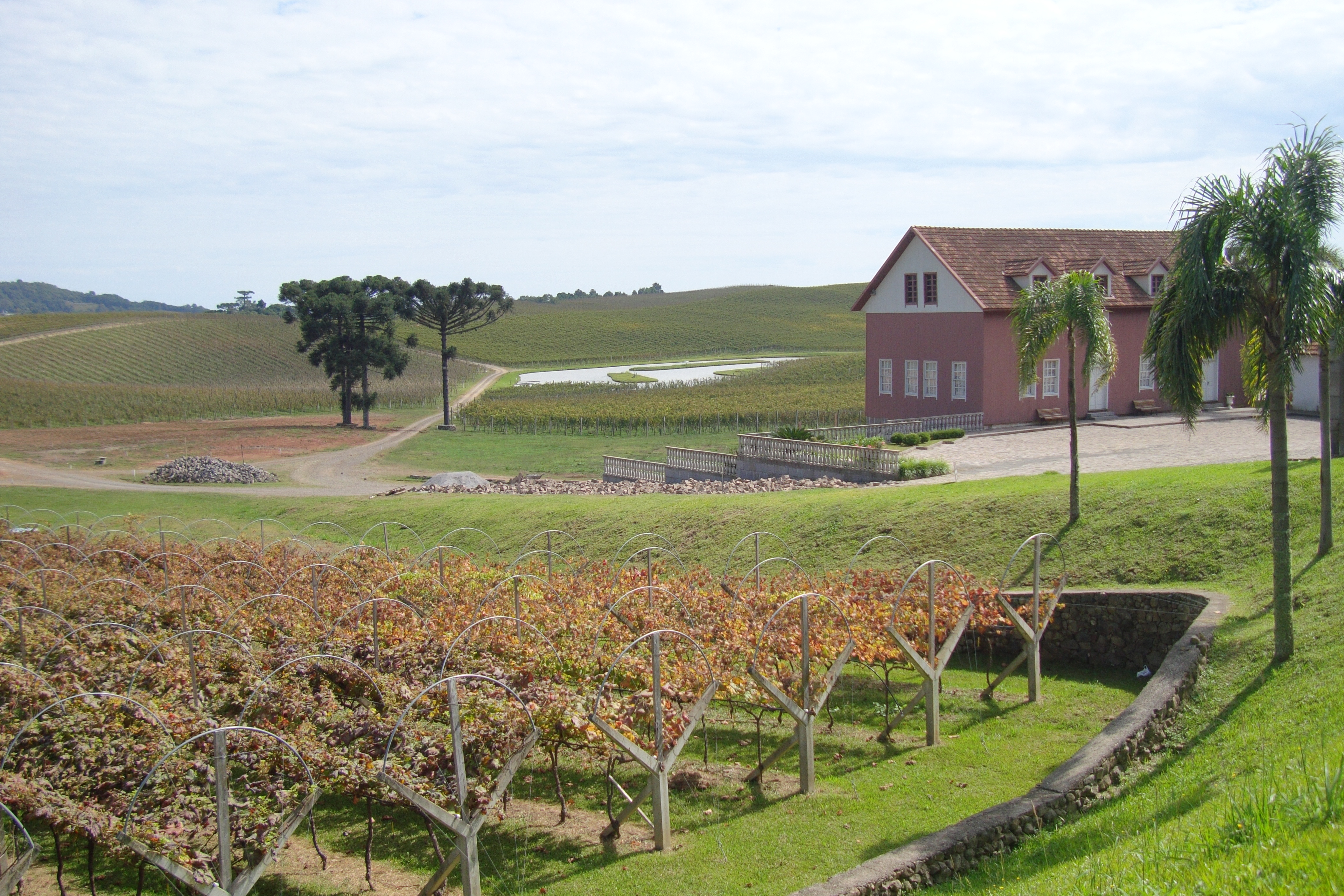
Borászat
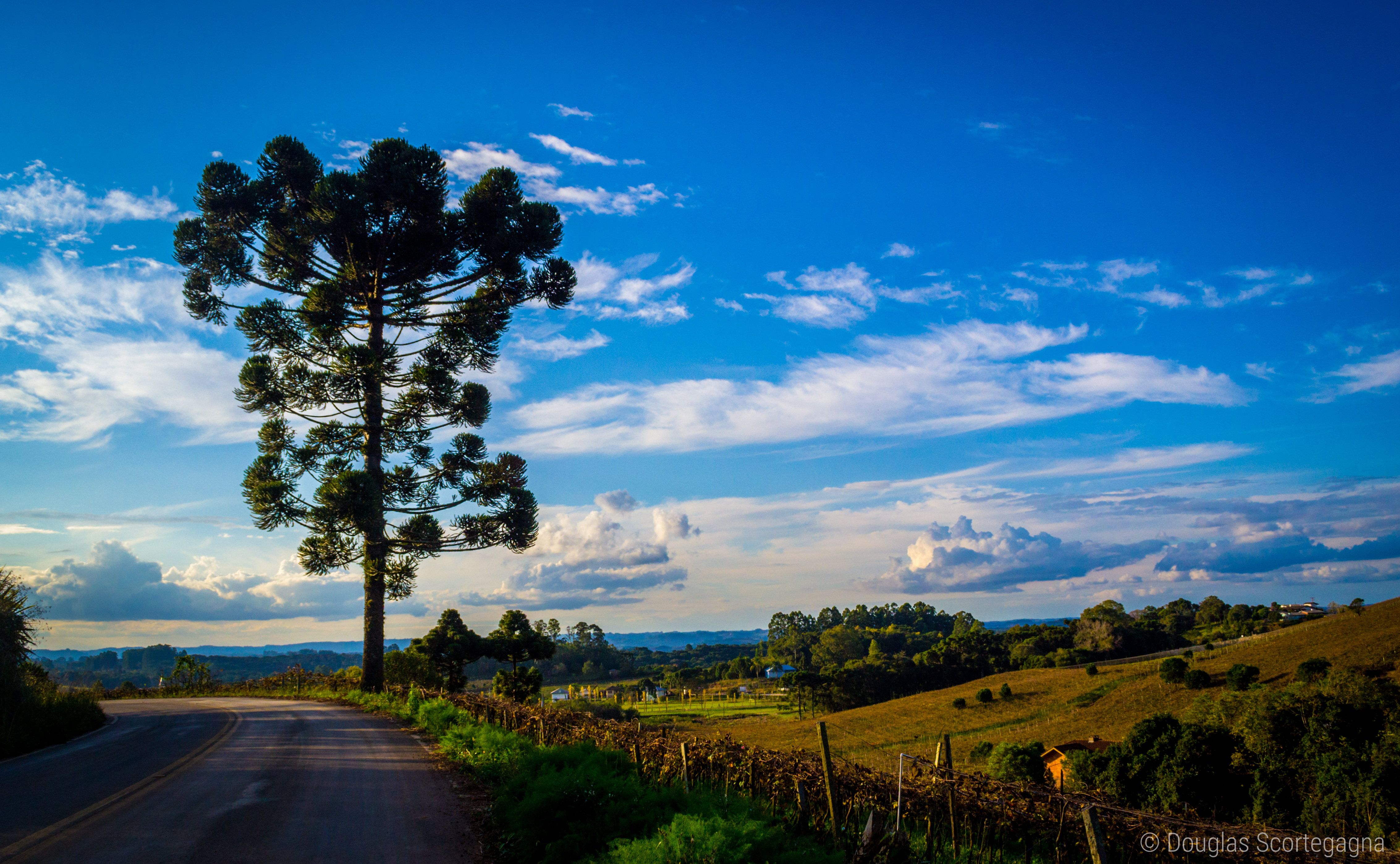
Táj
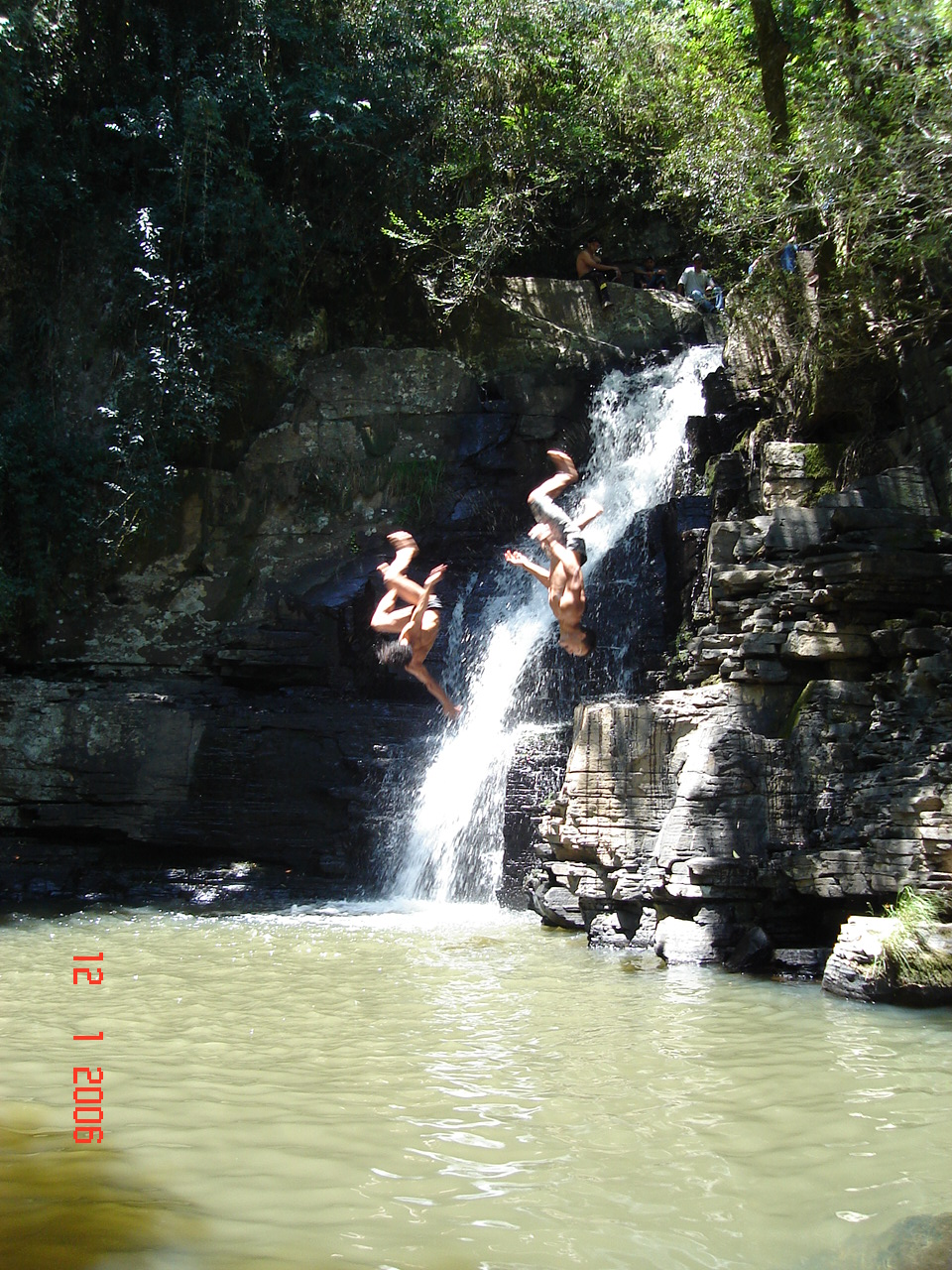
Vízesés